# Цибулеве поле
Цибулеве поле (англ. The Onion Field) — американська кримінальна драма 1979 року.

## Сюжет
1963 рік, штат Каліфорнія. Двоє детективів поліцейського управління Лос-Анджелеса, Ян Кемпбелл і Карл Геттінгер, зупиняють двох чоловіків, що підозріло виглядають. Ці чоловіки — Грег Пауелл і Джиммі Сміт — захоплюють поліцейських і відвозять їх на пустельне цибулеве поле. Там вони вбивають Яна, а Карлу вдається втекти. Незабаром злочинці потрапляють до рук поліції. На суді Карл свідчить проти них і бандити визнають свою провину. Проте, хто саме з них убив Яна, залишається нез'ясованим і справа затягується на роки.

## У ролях
| Актор                   | Роль                            |
| ----------------------- | ------------------------------- |
| Джон Севедж             | детектив Карл Френсіс Геттінгер |
| Джеймс Вудс             | Грегорі Улас Пауелл             |
| Франклін Сілс           | Джиммі Лі «Янгблад» Сміт        |
| Тед Денсон              | детектив Ян Джеймс Кемпбелл     |
| Ронні Кокс              | детектив сержант Пірс Р. Брукс  |
| Девід Гаффман           | Філ Голпін                      |
| Крістофер Ллойд         | тюремний юрист                  |
| Дайян Галл              | Гелен Геттінгер                 |
| Прісцилла Пойнтер       | Кріссі Кемпбелл                 |
| Біджа Баркетт           | жінка Грега                     |
| Річард Герд             | поліцейський                    |
| Ле Тарі                 | Еммануель Макфадден             |
| Річард Венчур           | детектив Гленн Бейтс            |
| Лі Вівер                | Біллі                           |
| Пет Корлі               | адвокат Джиммі 2                |
| К Каллан                | місіс Пауелл                    |
| Сенді МакПік            | містер Пауелл                   |
| Лілліен Рендольф        | Нана, бабуся Джиммі             |
| Чарльз Сайферс          | капелан                         |
| Джессі Лоуренс Фергюсон | Gamblin'Man                     |